# Kateretes rufilabris
Kateretes rufilabris är en skalbaggsart som först beskrevs av Pierre André Latreille 1807.  Kateretes rufilabris ingår i släktet Kateretes, och familjen kullerglansbaggar. Arten är reproducerande i Sverige.